# Симко (езеро)
Езерото Симко (на английски: Lake Simcoe) е 10-о по големина езеро в провинция Онтарио. Площта му, заедно с островите в него е 744 км2, която му отрежда 56-о място сред езерата на Канада. Площта само на водното огледало без островите е 723 км2. Надморската височина на водата е 219 м.
Езерото се намира в южната част на провинцията, на 34 км югоизточно от езерото Хюрън и на 54 км северно от езерото Онтарио. От север на юг дължината му е 30 км, а максималната му ширина от изток на запад е 25 км. В него се вливат множество неголеми реки (Холанд Ривър, Блак Ривър, Талбот Ривър и др.), а на север се оттича чрез езерото Кушишинг и река Северн в езерото Хюрън. Водосборният басейн на езерото е 2840 км2, обемът – 11,6 км3, а нивото на водата е на 219 м н.в.
Бреговата линия в сравнение с много други канадски езера е слабо разчленена, като има два по-голими залива (Кукс Бей на юг и Кемпенфелт на запад) и няколко малки острова (Джорджиана, Тора, Снейк и др. с обща площ 21 км2). От декември до март езерото е покрито с ледена кора.
По бреговете му живеят над 500 хил. души в няколко големи града – Бари (135 711 жители), Орилия (30 586 жители), Джорджиана (43 517 жители) и Бивъртън и множество по-малки.
На езика на местните индианци хюрони езерото се нарича Ouentironk (в превод „красива вода“). Според официално приетата версия езерото Симко е открито от френския изследовател на Канада и Големите езера Самюел дьо Шамплен през есента на 1615 г., когато след като открива езерото Хюрън, той се насочва на югоизток, първи посещава Симко и открива и езерото Онтарио на юг от него.
До края на XVIII в. на френските и английските карти езерото се е изписвало под индианското си название, когато британският губернатор (1791-1796) на Горна Канада Джон Грейвс Симко (1752-1806) го преименува официално в чест на своя баща, който носи същото име.